# Anaea infantilis
Anaea infantilis är en fjärilsart som beskrevs av Johannes Karl Max Röber 1927/28. Anaea infantilis ingår i släktet Anaea och familjen praktfjärilar. Inga underarter finns listade i Catalogue of Life.